# Hip Hop Generacija 2000: Stop Ovisnosti
Hip Hop Generacija 2000: Stop Ovisnosti je kompilacija izdana 1998. godine koju je složio legendarni riječki DJ Pimp. Pimp je okupio gotovo cijelu tadašnju hip hop scenu koja je bila Rijeka, Zagreb i Split. Pojavljuju se MC Buffalo, Tram 11, Ugly Leaders, TBF, Bolesna braća, Drill Skillz,... Spotovi su napravljeni za pjesme Fajn Spika, Kung Fu Prijatelj, On Da Mic i Novi Poredak.

## Popis pjesama
| R. b. | Naslov                      | Umjetnik                                 | Producenti        | Trajanje |
| ----- | --------------------------- | ---------------------------------------- | ----------------- | -------- |
| 1.    | "Hip Hop 2000 (Intro)"      | DJ Pimp                                  | Gigi              | 1:26     |
| 2.    | "Fajn Spika"                | Unity '98                                | Maniac i C-Fact   | 5:23     |
| 3.    | "Kužiš Spiku (Lagana Tema)" | Tram 11 feat. Phat Phillie               | Dash              | 4:35     |
| 4.    | "Manifesto"                 | Pol' Tone Rappa                          | DJ Knockout       | 4:57     |
| 5.    | "Kung Fu Prijatelj"         | DJ Pimp                                  | DJ Pimp           | 3:43     |
| 6.    | "Mladi Bogovi"              | Dhirtee III Ratz                         | DJ Pimp           | 5:08     |
| 7.    | "Lagani Funky"              | DJ R & Bada aka Slow B                   | DJ R              | 3:16     |
| 8.    | "Edavački"                  | ReelPsychodeliX                          | Psycho DJ Samurai | 3:57     |
| 9.    | "Novi Poredak"              | Drill Skillz feat. DJ Knockout           | DJ Knockout       | 4:36     |
| 10.   | "Zavareni za Mikrofon"      | TBF & DJ Pimp                            | DJ Pimp           | 4:18     |
| 11.   | "Korak Ispred Svih"         | Mee3kz                                   | DJ Pimp           | 3:40     |
| 12.   | "Mr. Funky $ound"           | Tommy MC feat. Saba Boy                  | B. Machine        | 4:12     |
| 13.   | "Balada Predgrađa"          | West Side Clicc                          | Maniac            | 4:17     |
| 14.   | "On Da Mic"                 | Ugly Leaders feat. Rob-G                 | DJ Pimp           | 4:15     |
| 15.   | "Stilska Mafija"            | Renman feat. Tram 11 & Sick Rhyme Sayazz | Renman            | 8:40     |
| 16.   | "Good Day (Remix '98)"      | MC Buffalo feat. DJ Pimp                 | Gigi              | 3:27     |
| 17.   | "Kung Fu Prijatelj (Remix)" | DJ Pimp                                  | DJ Pimp           | 3:55     |